# کریستینا کیریکلا
کریستینا کیریکلا (ایتالیایی: Cristina Chirichella؛ زادهٔ ۱۰ فوریهٔ ۱۹۹۴) بازیکن والیبال زن اهل ایتالیا است. وی در بازی‌های المپیک تابستانی ۲۰۱۶ و ۲۰۲۰ شرکت کرده‌است.
از باشگاه‌هایی که در آن بازی کرده‌است می‌توان به آگیل والی اشاره کرد.